# Micromemòria ROM
La micromemòria ROM és un tipus de memòria no volàtil que es pot utilitzar per emmagatzemar informació de forma permanent en un dispositiu electrònic. Aquesta informació no es pot modificar ni esborrar una vegada que s'ha escrit, cosa que la converteix en ideal per emmagatzemar els programes i dades que es fan servir per iniciar i operar un dispositiu. La ROM és una part important del sistema operatiu d'un dispositiu i es fa servir per carregar els programes que s'utilitzen per fer-lo funcionar.